# Basketball Bundesliga 2009-10
La Basketball Bundesliga 2009-10 fue la edición número 44 de la Basketball Bundesliga, la primera división del baloncesto profesional de Alemania. El campeón fue el Brose Baskets, que lograba su cuarto título, mientras que descendió a la ProA el Paderborn Baskets, mientras que el Giants Düsseldorf fue finalmente repescado al no cumplir los requisitos de la liga el equipo procedente de la ProA que había conseguido el ascenso junto al Medi bayreuth, el Cuxhaven BasCats.

## Equipos
| Equipo                           | Ciudad       | Arena                     | Capacidad |
| -------------------------------- | ------------ | ------------------------- | --------- |
| Brose Baskets                    | Bamberg      | Stechert Arena            | 6,800     |
| Alba Berlín                      | Berlín       | O2 World Berlin           | 14,500    |
| Telekom Baskets Bonn             | Bonn         | Telekom Dome              | 6,000     |
| New Yorker Phantoms Braunschweig | Braunschweig | Volkswagen Halle          | 6,600     |
| Eisbären Bremerhaven             | Bremerhaven  | Bremerhaven Stadthalle    | 4,050     |
| Giants Düsseldorf                | Düsseldorf   | Burg-Wächter Castello     | 3,670     |
| Fraport Skyliners                | Frankfurt    | Fraport Arena             | 5,002     |
| LTi Gießen 46ers                 | Gießen       | Sporthalle Gießen-Ost     | 4,003     |
| BG Göttingen                     | Göttingen    | Sparkassen-Arena          | 3,447     |
| Phoenix Hagen                    | Hagen        | Enervie Arena             | 3,402     |
| MHP Riesen Ludwigsburg           | Ludwigsburg  | Arena Ludwigsburg         | 5,300     |
| EWE Baskets Oldemburgo           | Oldemburgo   | Große EWE Arena           | 6,069     |
| Paderborn Baskets                | Paderborn    | Sportzentrum Maspernplatz | 3,014     |
| Artland Dragons                  | Quakenbrück  | Artland-Arena             | 3,000     |
| TBB Trier                        | Trier        | Arena Trier               | 5,900     |
| Walter Tigers Tübingen           | Tübingen     | Paul Horn-Arena           | 3,132     |
| ratiopharm ulm                   | Ulm          | Ratiopharm Arena          | 6,000     |
| Mitteldeutscher BC               | Weißenfels   | Stadthalle Weißenfels     | 3,000     |

## Resultados

### Temporada regular
|     | Equipo                  | J  | G  | P  | PF    | PC    | Pts | Clasificación     |
| --- | ----------------------- | -- | -- | -- | ----- | ----- | --- | ----------------- |
| 1.  | EWE Baskets Oldemburgo  | 34 | 25 | 9  | 2.564 | 2.292 | 59  | playoffs          |
| 2.  | Alba Berlin             | 34 | 25 | 9  | 2.594 | 2.280 | 59  | playoffs          |
| 3.  | BG Göttingen            | 34 | 24 | 10 | 2.786 | 2.511 | 58  | playoffs          |
| 4.  | Telekom Baskets Bonn    | 34 | 24 | 10 | 2.561 | 2.475 | 58  | playoffs          |
| 5.  | Brose Baskets Bamberg   | 34 | 22 | 12 | 2.660 | 2.443 | 56  | playoffs          |
| 6.  | Eisbären Bremerhaven    | 34 | 21 | 13 | 2755  | 2.631 | 55  | playoffs          |
| 7.  | Deutsche Bank Skyliners | 34 | 21 | 13 | 2.561 | 2.467 | 55  | playoffs          |
| 8.  | New Yorker Phantoms     | 34 | 19 | 15 | 2.688 | 2.629 | 53  | playoffs          |
| 9.  | Artland Dragons         | 34 | 19 | 15 | 2.693 | 2.486 | 53  |                   |
| 10. | Mitteldeutscher BC      | 34 | 18 | 16 | 2.601 | 2.599 | 52  |                   |
| 11. | EnBW Ludwigsburg        | 34 | 17 | 17 | 2.522 | 2.554 | 51  |                   |
| 12. | WALTER Tigers Tübingen  | 34 | 16 | 18 | 2.645 | 2.705 | 50  |                   |
| 13. | ratiopharm Ulm          | 34 | 13 | 21 | 2.662 | 2.826 | 47  |                   |
| 14. | LTi Gießen 46ers        | 34 | 10 | 24 | 2.482 | 2.675 | 44  |                   |
| 15. | TBB Trier               | 34 | 10 | 24 | 2.492 | 2.730 | 44  |                   |
| 16. | Phoenix Hagen           | 34 | 9  | 25 | 2.470 | 2.798 | 43  |                   |
| 17. | Giants Düsseldorf       | 34 | 8  | 26 | 2.399 | 2.562 | 42  | Descienden a ProA |
| 18. | webmoebel Baskets       | 34 | 5  | 29 | 2.384 | 2.856 | 39  | Descienden a ProA |

### Playoffs
|  | Cuartos de final | Cuartos de final        | Cuartos de final | Cuartos de final        | Cuartos de final | Cuartos de final | Cuartos de final |    |                         | Semifinales | Semifinales | Semifinales | Semifinales | Semifinales | Semifinales | Semifinales |                       |    | Final | Final | Final | Final | Final | Final | Final |  |
|  |                  |                         |                  |                         |                  |                  |                  |    |                         |             |             |             |             |             |             |             |                       |    |       |       |       |       |       |       |       |  |
|  |                  |                         |                  |                         |                  |                  |                  |    |                         |             |             |             |             |             |             |             |                       |    |       |       |       |       |       |       |       |  |
|  | 1                | EWE Baskets Oldemburgo  | 83               | 65                      | 66               | 76               |                  |    |                         |             |             |             |             |             |             |             |                       |    |       |       |       |       |       |       |       |  |
|  | 1                | EWE Baskets Oldemburgo  | 83               | 65                      | 66               | 76               |                  |    |                         |             |             |             |             |             |             |             |                       |    |       |       |       |       |       |       |       |  |
|  | 8                | Phantoms Braunschweig   | 67               | 73                      | 70               | 78               |                  |    |                         |             |             |             |             |             |             |             |                       |    |       |       |       |       |       |       |       |  |
|  | 8                | Phantoms Braunschweig   | 67               | 73                      | 70               | 78               |                  | 8  | Phantoms Braunschweig   | 77          | 73          | 82          |             |             |             |             |                       |    |       |       |       |       |       |       |       |  |
|  |                  |                         |                  |                         |                  |                  |                  | 8  | Phantoms Braunschweig   | 77          | 73          | 82          |             |             |             |             |                       |    |       |       |       |       |       |       |       |  |
|  |                  |                         | 5                | Brose Baskets Bamberg   | 86               | 82               | 94               |    |                         |             |             |             |             |             |             |             |                       |    |       |       |       |       |       |       |       |  |
|  | 5                | Telekom Baskets Bonn    | 5                | Brose Baskets Bamberg   | 86               | 82               | 94               | 78 | 71                      | 82          |             |             |             |             |             |             |                       |    |       |       |       |       |       |       |       |  |
|  | 5                | Telekom Baskets Bonn    |                  |                         |                  |                  |                  |    |                         |             |             |             |             |             |             |             |                       |    |       |       |       |       |       |       |       |  |
|  | 4                | Brose Baskets Bamberg   | 80               | 83                      | 84               |                  |                  |    |                         |             |             |             |             |             |             |             |                       |    |       |       |       |       |       |       |       |  |
|  | 4                | Brose Baskets Bamberg   | 80               | 83                      | 84               |                  |                  |    |                         |             |             |             |             |             |             | 5           | Brose Baskets Bamberg | 63 | 77    | 97    | 56    | 72    |       |       |       |  |
|  |                  |                         |                  |                         |                  |                  |                  |    |                         |             |             |             |             |             |             |             | Brose Baskets Bamberg | 63 | 77    | 97    | 56    | 72    |       |       |       |  |
|  |                  |                         | 7                | Deutsche Bank Skyliners | 65               | 68               | 52               | 69 | 70                      |             |             |             |             |             |             |             |                       |    |       |       |       |       |       |       |       |  |
|  | 3                | ALBA Berlin             | 7                | Deutsche Bank Skyliners | 65               | 68               | 52               | 69 | 70                      | 71          | 63          | 87          | 58          |             |             |             |                       |    |       |       |       |       |       |       |       |  |
|  | 3                | ALBA Berlin             |                  |                         |                  |                  |                  |    |                         |             |             | 87          | 58          |             |             |             |                       |    |       |       |       |       |       |       |       |  |
|  | 6                | Deutsche Bank Skyliners | 76               | 76                      | 76               | 69               |                  |    |                         |             |             |             |             |             |             |             |                       |    |       |       |       |       |       |       |       |  |
|  | 6                | Deutsche Bank Skyliners | 76               | 76                      | 76               | 69               |                  | 7  | Deutsche Bank Skyliners | 58          | 84          | 79          | 69          | 56          |             |             |                       |    |       |       |       |       |       |       |       |  |
|  |                  |                         |                  |                         |                  |                  |                  | 7  | Deutsche Bank Skyliners | 58          | 84          | 79          | 69          | 56          |             |             |                       |    |       |       |       |       |       |       |       |  |
|  |                  |                         | 6                | Eisbären Bremerhaven    | 75               | 83               | 53               | 76 | 52                      |             |             |             |             |             |             |             |                       |    |       |       |       |       |       |       |       |  |
|  | 7                | BG Göttingen            | 6                | Eisbären Bremerhaven    | 75               | 83               | 53               | 76 | 52                      | 91          | 72          | 83          | 83          | 78          |             |             |                       |    |       |       |       |       |       |       |       |  |
|  | 7                | BG Göttingen            |                  |                         |                  |                  |                  |    |                         |             |             | 83          | 83          | 78          |             |             |                       |    |       |       |       |       |       |       |       |  |
|  | 2                | Eisbären Bremerhaven    | 73               | 91                      | 78               | 90               | 79               |    |                         |             |             |             |             |             |             |             |                       |    |       |       |       |       |       |       |       |  |
|  | 2                | Eisbären Bremerhaven    | 73               | 91                      | 78               | 90               | 79               |    |                         |             |             |             |             |             |             |             |                       |    |       |       |       |       |       |       |       |  |
|  |                  |                         |                  |                         |                  |                  |                  |    |                         |             |             |             |             |             |             |             |                       |    |       |       |       |       |       |       |       |  |

## Galardones
MVP de la temporada
- Julius Jenkins, ALBA Berlin

MVP de las Finales
- Casey Jacobsen, Brose Bamberg

Mejor jugador ofensivo
- Julius Jenkins, ALBA Berlin

Mejor jugador defensivo
- Immanuel McElroy, Alba Berlin

Entrenador del Año
- John Patrick, BG 74 Göttingen

Jugador más mejorado
- Taylor Rochestie, BG 74 Göttingen

Mejor jugador sub-22
- Tibor Pleiß, Brose Bamberg

Mejores quintetos de la BBL
| - Mejor quinteto: - G Louis Campbell, Eisbären Bremerhaven - G Julius Jenkins, ALBA Berlin - F Robin Benzing, ratiopharm Ulm - F Predrag Šuput, Brose Bamberg - C Chris Ensminger, Telekom Baskets Bonn | - 2º mejor quinteto: - G Taylor Rochestie, BG 74 Göttingen - G Je'Kel Foster, EWE Baskets Oldemburgo - F Immanuel McElroy, ALBA Berlin - F Jeff Gibbs, Eisbären Bremerhaven - C Blagota Sekulić, ALBA Berlin |